# Колотки
 Колотки  — упразднённая деревня в Куженерском районе Республики Марий Эл. Входила в состав городского поселения Куженер. В 2023 году включена в состав поселка Куженер.

## География
Находится в северо-восточной части республики Марий Эл у юго-восточной окраины районного центра посёлка Куженер.

## История
Известна с 1930 году, когда в ней было 12 дворов, проживало 76 человек. В 2005 году в деревне было учтено 4 хозяйства. В советское время работал колхоз имени Октября. Ныне имеет дачный характер.

## Население
| 2010 |
| ---- |
| 6    |

Население составляло 2 человека (мари 100 %) в 2002 году, 6 в 2010.